# Rikvald
Rikval, eller Ricwald, død 26. maj 1089, var biskop i Lund fra 1072-1089.
Bispestolen i Lund blev ledig i efteråret 1072 da Egino døde.
Rikval, der formentlig kom fra Tyskland, blev kaldt til at erstatte ham.
Under hans tid som biskop byggedes en ny stenkirke i Lund.
Endnu før den var færdig, blev den indviet i et af kong Knud den Helliges
første regeringsår. Det fik kongen til at skænke en del gods til Lunds stift i 1085.